# Георги Серкеджиев
Георги Стефанов Серкеджиев, с псевдоним Пашката, е български партизанин и офицер, генерал-лейтенант.

## Биография
Роден е през 11 април 1922 г. в пловдивското село Сотир. През 1938 г. става член на РМС, а от 1943 г. и на БКП. Между 1942 и 1944 г. е партизанин и член на щаба на най-многочисления партизански отряд – Родопски партизански отряд „Антон Иванов“. В отряда Серкеджиев се „жени“ за Нанка Кръстева - Витка. 
В периода февруари-март 1944 г. срещу отряд „Антон Иванов“ са пратени многочислени подразделения на армията и жандармерията, което довежда до почти пълното му унищожение в местността Сухото дере, близо до река Въча. Загива и командирът на отряда Георги Ликин. Серкеджиев е от малцината оцелели партизани.
Според езиковеда проф. Тодор Балкански в същия период загинали и десетки цивилни от селата, намиращи се в епицентъра на сраженията. Такива са Тодор и София Томови от с.Равногор. Партизаните нападнали кошарата им, която се намирала извън селото. Според Балкански, Серкеджиев подложил София на изключителна жестокост. Гаврил се с нея, рязал парчета месо от тялото ѝ, още докато е жива, запушил устата ѝ, за да не вика, с парче месо, отрязано от крака ѝ. Балкански е ползвал основно (с.297 – 298) разказа на снахата на София Томова – Руска.  Според Балкански случаят е станал на 29 февруари, 1944 г. при опитите на група партизани да преминат р.Въча. Балкански цитира и разказа на партизанина Георги Хърков в книгата на Давид Овадия „Дед или разгромът“, с.335, където подобен случай не се споменава, а и се говори за друга група партизани, в която Серкеджиев не присъства.
В книгата си „Преживяното не подлежи на обжалване“ от 2004 г., ген. Атанас Семерджиев разказва за същите събития от 29 февруари 1944 г. като там липсват данни за София Томова, нейната смърт или участието на Серкеджиев в нея.
След разгрома на отряд „Антон Иванов“ Серкеджиев е заместник-командир на бригада „Георги Димитров“.
През 90-те години ген. Семерджиев е подсъдим, заедно с ген. Нанка Серкеджиева (съпруга на Серкеджиев), по делото за унищожаване на досиетата на ДС в резултат на неговата заповед № ІV–68 от 29.01.1990 г., като обстоятелствата, свързани с това дело също са описани в книгата му.
През 2019 г. в с. Равногор е открит паметник на общо 31 равногорци избити от партизаните преди и след 9 септември 1944 г. В същото село, в местността „Корията“ съществува и паметник на убитите на 03.03.1944 г. партизани от отряд „Антон Иванов“.
От 7 септември 1975 г. Серкеджиев е генерал-майор. Два пъти е председател на Българската федерация по борба (1950 – 1951;1952 – 1962). Написва мемоари „С първите Антонивановци. Спомени“ и „Антонивановци. Спомени“ Носител на орден „Народна република България“ – I ст. (1972), орден „Георги Димитров“ (1982)
Умира в София в 1992 година.